# UB 81
UB 81 war ein deutsches U-Boot vom Typ UB III, das während des Ersten Weltkrieges eingesetzt wurde.

## Geschichte
UB 81 wurde am 23. September 1916 bei der Werft A.G. Weser in Bremen in Auftrag gegeben, wo am 5. Januar 1917 die Kiellegung und am 4. August 1917 der Stapellauf erfolgte. Es wurde am 18. September 1917 bei der Kaiserlichen Marine in Dienst gestellt und wurde der Flandern-Flotte in Seebrügge zugeteilt. Kommandant war ab dem 18. August Oberleutnant zur See Reinhold Saltzwedel, ein Träger des Ordens Pour le Mérite, der bis dahin 110 alliierte Schiffe versenkt hatte und damit einer der erfolgreichsten deutschen U-Boot-Kommandanten des Ersten Weltkriegs war.

## Einsätze
Vom 9. bis 11. November 1917 erfolgte die Überführungsfahrt von Kiel nach Flandern. Hierbei gab es keine nennenswerten Ereignisse.
Die zweite Feindfahrt von UB 81 begann am 28. November. Es konnte dabei am 30. November 12 Seemeilen südwestlich von Brighton aus einem Geleit das bewaffnete britische 3.218-BRT-Handelsschiff Molesey mit einem Torpedoschuss versenken.

## Untergang
Am 2. Dezember 1917 lief UB 81 zehn Seemeilen südöstlich von Dunnose Head (Isle of Wight) auf eine Mine, die einen starken Wassereinbruch im Heck verursachte. Das Boot sank sofort auf 30 m Tiefe. Die Besatzung blies mit Pressluft die vorderen Ballasttanks aus, um auf diese Weise den Bug an die Wasseroberfläche zu bringen. In zweistündiger harter Arbeit gelang es bei starker Achterlastigkeit und hohem Druck, den Torpedo aus dem Rohr I zu holen, zu fieren und zu entschärfen. Die ersten vier Mann wurden durch das Rohr geschoben, bis man eine Talje außen festmachen und weitere Männer hochziehen konnte. Es war allerdings an diesem Abend so kalt (ca. 13 °C), dass einige Besatzungsmitglieder mit der Bemerkung „Lieber im Boot ertrinken als draußen erfrieren!“ wieder durch das Torpedorohr in das Boot hineinrutschten. Es wurden Signalpatronen abgeschossen. Das britische Patrouillenboot P 32 kam zu Hilfe. Zu diesem Zeitpunkt waren sieben Besatzungsmitglieder außerhalb des Bootes. P 32 rammte wegen des starken Seegangs versehentlich UB 81, so dass sofort Wasser durch das offene Torpedorohr in den Rumpf lief und das U-Boot endgültig zum Sinken brachte. Die im Inneren des Bootes befindlichen 29 Besatzungsmitglieder, darunter der Kommandant, konnten sich nicht mehr retten und ertranken. Von den sieben Besatzungsmitgliedern außerhalb des Bootes erlag einer einem Herzschlag und konnte nur noch tot aus dem Wasser geborgen werden. Er wurde am darauffolgenden Tag von der Besatzung von P 32 in der Nähe der Untergangsstelle auf See bestattet.

## Bergungsversuch
Am 14. Dezember meldete G. C. C. Damant mit seiner „U-Boat Flying Squad“ – einer aus Tauchern bestehenden Spezialeinheit der Royal Navy zur Untersuchung gesunkener deutscher U-Boote – den Fund von UB 81. Da es lediglich leicht am Heck beschädigt war und zu den neuesten Booten gehörte, versuchte man, es zu heben. Die Arbeiten verzögerten sich jedoch. Das schlechte Wetter verhinderte weitere Tauchgänge, außerdem musste das Wrack immer wieder neu gesucht werden, weil sich die Markierungsbojen losrissen. Im Frühjahr 1918 wurde deshalb der Plan, das Boot zu bergen, endgültig aufgegeben.

## Das Wrack heute
Das Wrack von UB 81 liegt auf der Position 50° 29′ N, 0° 58′ W in 28 m Tiefe in britischen Hoheitsgewässern. Möglicherweise durch Strömungseinwirkung befindet es sich nicht mehr an der ursprünglichen Untergangsstelle. Das weitgehend intakt gesunkene U-Boot weist – wahrscheinlich durch Bergungsaktivitäten – schwere Zerstörungen auf und ist kurz hinter dem stark beschädigten Kommandoturm auseinandergebrochen. Der höchste Punkt des Wracks ist das nach oben weisende Bordgeschütz. In diesem Bereich liegen einige Granaten herum. Teile der Kanone und der Brückentelegraf wurden geborgen. Da es offenbar mehrere Fälle gab, in denen Taucher nicht nur in das Innere von UB 81 eingedrungen sind, sondern es geplündert und auch mit Skelettresten von Besatzungsmitgliedern hantiert haben, haben die britischen Behörden das Wrack 2006 unter dem „Protection of Military Remains Act“ von 1986 zur „Controlled Site“ erklärt und ein absolutes Tauchverbot im Umkreis von 250 m verhängt. UB 81 ist damit neben elf britischen Kriegsschiffen das bislang einzige Wrack eines deutschen Kriegsschiffs in britischen Gewässern, das diesen weitgehenden Schutz genießt.